# Jacqueline Factos
Jacqueline Andrea Factos Henao (Quito, 20 de abril de 1985) es una karateca ecuatoriana. A sus 19 años se unió a la Concentración Deportiva de Pichincha donde es entrenada por Luis Valdivieso y forma parte de la Selección Ecuatoriana de Karate.

## Biografía
Nació en Quito, Ecuador el 20 de abril de 1985, de padre ecuatoriano y madre colombiana. A los 19 vivía en Colombia, a su regreso a Ecuador se unió a la Concentración Deportiva de Pichincha donde fue escogida para formar parte de la Selección Nacional de Karate. Practicó varios deportes como atletismo, levantamiento de pesas y patinaje de carreras antes de encontrar el karate, disciplina que practica desde los 16 años.
Comienza su entrenamiento en la concentración deportiva de Pichincha y en 2004 ganó su primera medalla en los primeros juegos nacionales en donde participó. A principios del 2005 ya forma parte de la Concentración Deportiva de Pichincha. En toda su vida profesional ha ganado más de 140 medallas.
A pesar de estar decida de hacer al del Karate su profesión no dejó de lado sus estudios, graduándose de  licenciada de cultura física en la  Escuela Politécnica del Ejército (ESPE).
Decidida a cumplir sus sueños a pesar del poco apoyo institucional y mediante sus propios medios en el 2011 decide entrenar con los mejores de Europa, consiguiendo logros importantes como la participación en el Open de París, esto significó para la deportista formar parte del programa del  Ministerio de Deportes y el Comité Olímpico Ecuatoriano (COE)  desde 2013 quienes cubren todos sus gastos actualmente.
Jacqueline es una aficionada a la lectura, le gusta leer en sus ratos libres o incluso llevarse libros a sus competencias. Entre los libros que le gusta leer encontramos los de ciencia ficción y misterio. También le gustan los libro que hablan sobre el valor, la tenacidad o del empoderamiento que tiene la mujer.
Uno de los principales objetivos que tiene Jacqueline es calificar y participar en los Juegos Olímpicos de Tokio que se llevarán a cabo en 2020. 

## Reconocimientos
La ecuatoriana, a lo largo de su trayectoria ha conseguido muchos logros deportivos que le han permitido ubicarse en una de las posiciones más altas del karate. Jacqueline ha sido ganadora del título de campeona sudamericana durante cinco ocasiones.
En el 2011, consiguió una medalla de bronce en el Open de París. Este logro le permitió ser reconocida como la primera karateca ecuatoriana que obtuvo una medalla en un abierto europeo de karate.
Participó en 6 finales de los Juegos Panamericanos, y ganó 5, ganó medalla de plata en los Juegos Mundiales y medalla de oro en el torneo Open de Kazajistán.
Obtuvo una medalla de oro en el Panamericano Senior que se realizó en Buenos Aires, Argentina.
En el año 2013 consiguió la medalla de plata en los Juegos del Mundo Cali de 2013.
Fue campeona de los Juegos Bolivarianos en 2013 y campeona de los Juegos Sudamericanos 2014.